# Allt som lever, som är hotat
Allt som lever, som är hotat är en psalm med text skriven 1977 av Svein Ellingsen och är översatt till svenska 1992 av Jan Arvid Hellström. Musiken är skriven 1978 av Roland Forsberg

## Publicerad som
- Nr 884 i Psalmer i 90-talet under rubriken "Tillsammans på jorden".